# Step into Liquid
Step into Liquid is een documentairefilm uit 2003 over de surfsport en de bijbehorende cultuur. De film volgt surfers op verschillende plekken in de wereld. Bijzondere surflocaties die getoond worden zijn de Banzai Pipeline en de Cortes Bank. Een groot aantal bekende surfers komt in de film voor. De film werd geregisseerd door Dana Brown.

## Bekende surfers in de film
- Robert August
- Rochelle Ballard
- Shawn Barron
- Layne Beachley
- Bob "Aquadoc" Beaton
- Jesse Brad Billauer
- Bruce Brown
- Taj Burrow
- Ken Collins
- Ami DiCamillo
- Darrick Doerner
- Brad Gerlach
- Laird Hamilton
- Dave Kalama
- Keala Kennelly
- Alex Knost
- Jim Knost
- Gerry Lopez
- Rob Machado
- Chris Malloy
- Dan Malloy
- Keith Malloy
- Peter Mel
- Mike Parsons
- Kelly Slater
- Mike Waltze
- Robert "Wingnut" Weaver
- Dale "Daily" Webster